# 公道コース

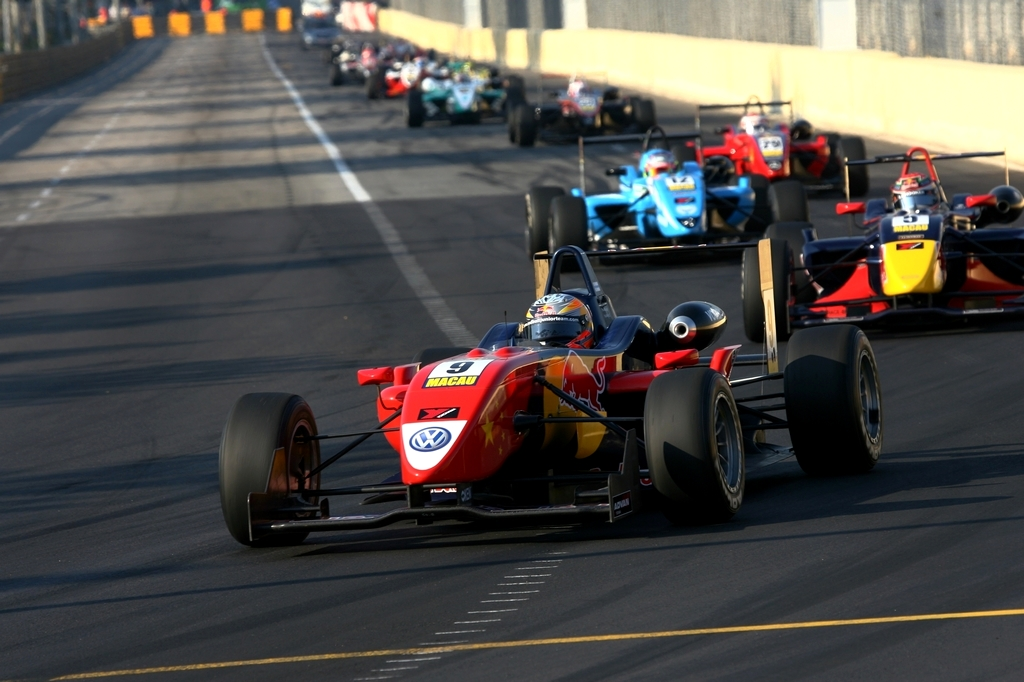
公道レース（マカオグランプリ）

公道コース（こうどうコース）は、陸上競技、自転車競技およびモータースポーツで、一般公道をレース開催期間中限定的に規制ないし閉鎖し設定される競走路のこと。特にモータースポーツにおけるものは市街地コース、ストリートサーキットとも呼ばれる。また、スキー・クロスカントリーでも、天然又は人工で積雪した公道を圧雪整備して競走路とする例が僅かながら存在する。
常設の競争路に比べると、開催コースを選べるので比較的身近な場所でレースが開催できることや、通年の管理コストが発生しないことなどがメリットとなるが、コースの環境（路面状況やコース・観客席のレイアウト、安全の環境など）を主催者が管理するには限界がある点や、国や自治体、警察からの特別な許可や近隣住民の理解を得る必要がある点などがデメリットとなる。
本記事では公道コースの中でも、特に定期的に同一のコースで競走が開催されるものに付いてのみ具体的なコース名称を記載している。

## 陸上競技

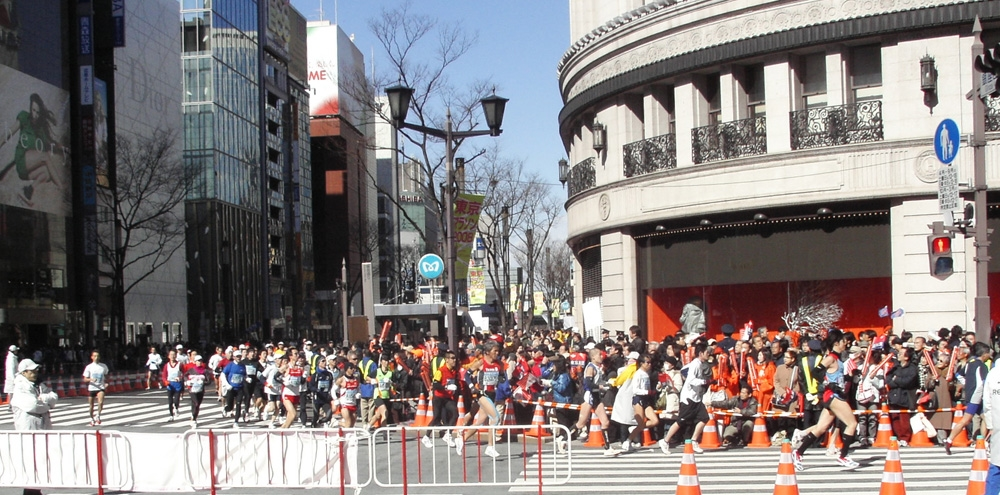
公道で行われるマラソン（東京マラソン）

陸上競技の中でもマラソン・駅伝や競歩（の一部）などは、その走行距離が非常に長い距離となることから、他の陸上競技が専用の陸上競技場で争われるのに対し、基本的に公道上で争われる。
競技時はコース全体もしくは一部（複数車線の片側のみ、など）を競技専用路として行われ、競技中は規定コース部分が立ち入り禁止となり、競技中はおおむね警察の白バイが先頭選手を誘導する形式で行われる。公道部分において観衆は、コース脇の歩道や縁石の部分に立った状態で公道上の選手を直に応援する。その際、特にマラソンや駅伝においては観衆が小旗を振りながら応援するスタイルが、日本ではよく見られる。
観衆はコース脇で声援を送ることはできるが、公道に侵入し選手に触れる行為などはご法度となっており、一般人がコースに侵入して競技者を妨害した場合は威力業務妨害となる。他方、選手が妨害された場合は、仮にそれによって選手が甚大な迷惑を蒙ったとしても、救済措置がルールに規定されていない限り不可抗力として扱われてしまう。アテネオリンピックにおけるバンデルレイ・デ・リマが典型的な例で、デ・リマは競技中にニール・ホランの妨害を受け金メダルを逃してしまい、五輪史上における「負の歴史」の一つとなっている。
競技に際し専用競技場を使用しない関係から「コースにより条件が異なる」などの問題が存在したことから、かつては公道レースにおける競技記録が国際陸上競技連盟によって公認されず、あくまで「最高記録」としての扱いに留まっていた（詳しくはマラソン#「最高記録」と「新記録」などを参照）。現在はコース整備や測量技術等の進歩に伴い、他の陸上競技同様に記録が公認されるようになっている。
主なコースについてはCategory:マラソン大会、Category:駅伝などを参照。

## 自転車競技

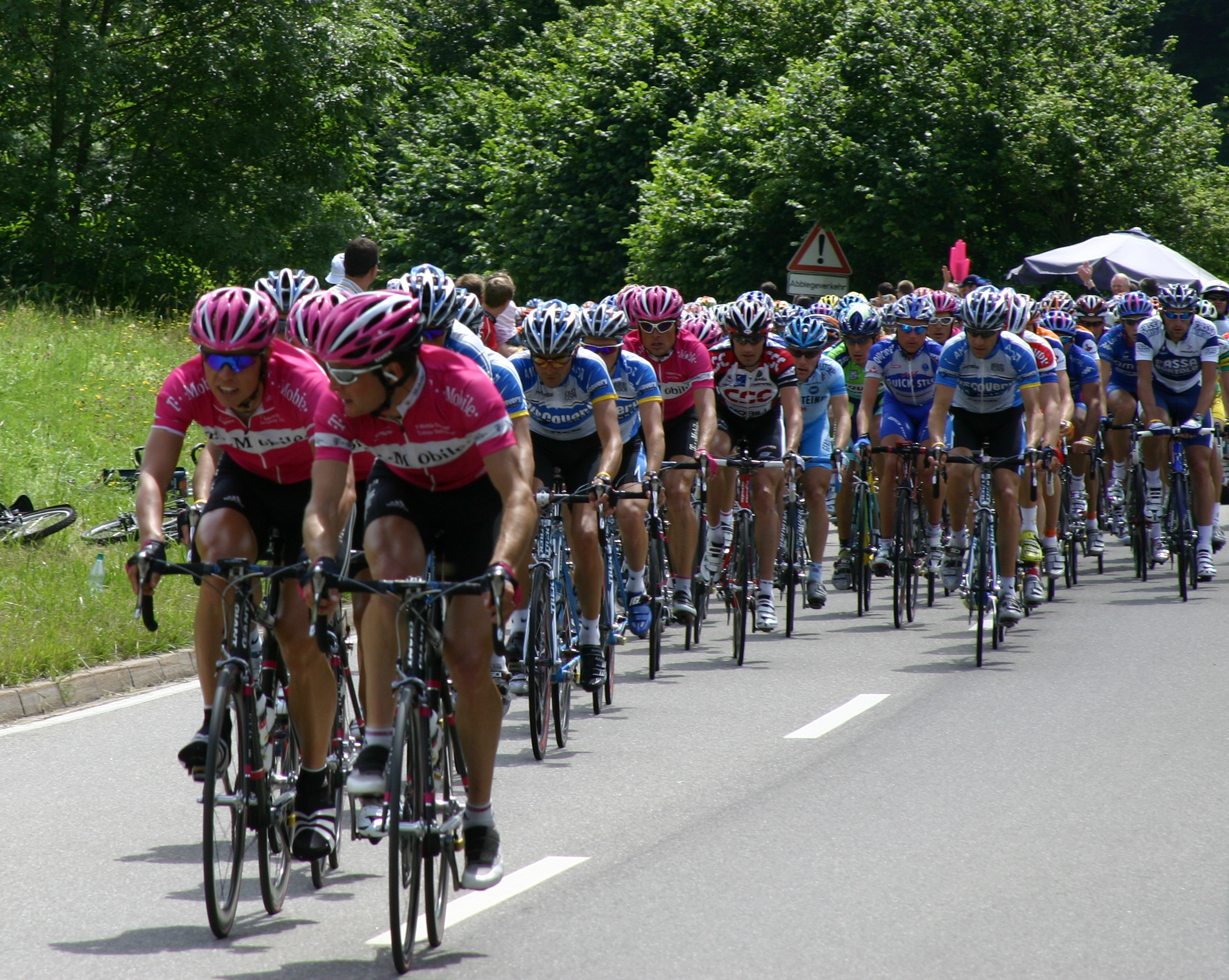
自転車のロードレース

自転車のロードレースは、陸上競技のマラソンなどと同様に長距離を走行するという関係から、やはり公道コースを使用する場合が多い。レースとしての距離は、ステージレースで初日に行われるプロローグと呼ばれる個人もしくはチームによるタイムトライアルでの数km程度から、最高峰カテゴリレースのUCIプロツアーの1つ、ミラノ〜サンレモでのおよそ300kmまでと非常に多岐に渡っている。

レースの速度が速く、先頭を走ると空気抵抗が大きくなる自転車競技の特性上、平坦なコースでは選手間で差がつきにくい。逆に登り坂では速度が落ち、空気抵抗が少なくなるため実力差がはっきりと出る。このため、陸上競技と比べて厳しい勾配の登り坂をコースに設定することが多い。
ワンデイレースでは、基本的に毎年ほぼ同じコースを用いて争われるのが一般的となっている。ただし、様々な事情により細かいコース変更が行われることはありうる。

一方でツール・ド・フランスに代表されるいわゆるグランツールの場合は、毎年レースに使用するルートを変更するのが通例となっているが、一部の山岳コースやゴール地点については恒例のコースとして使われるものがある。

比較的小さいステージレースの場合、毎年ほぼ同じコースであることも多い。

### 主なコース

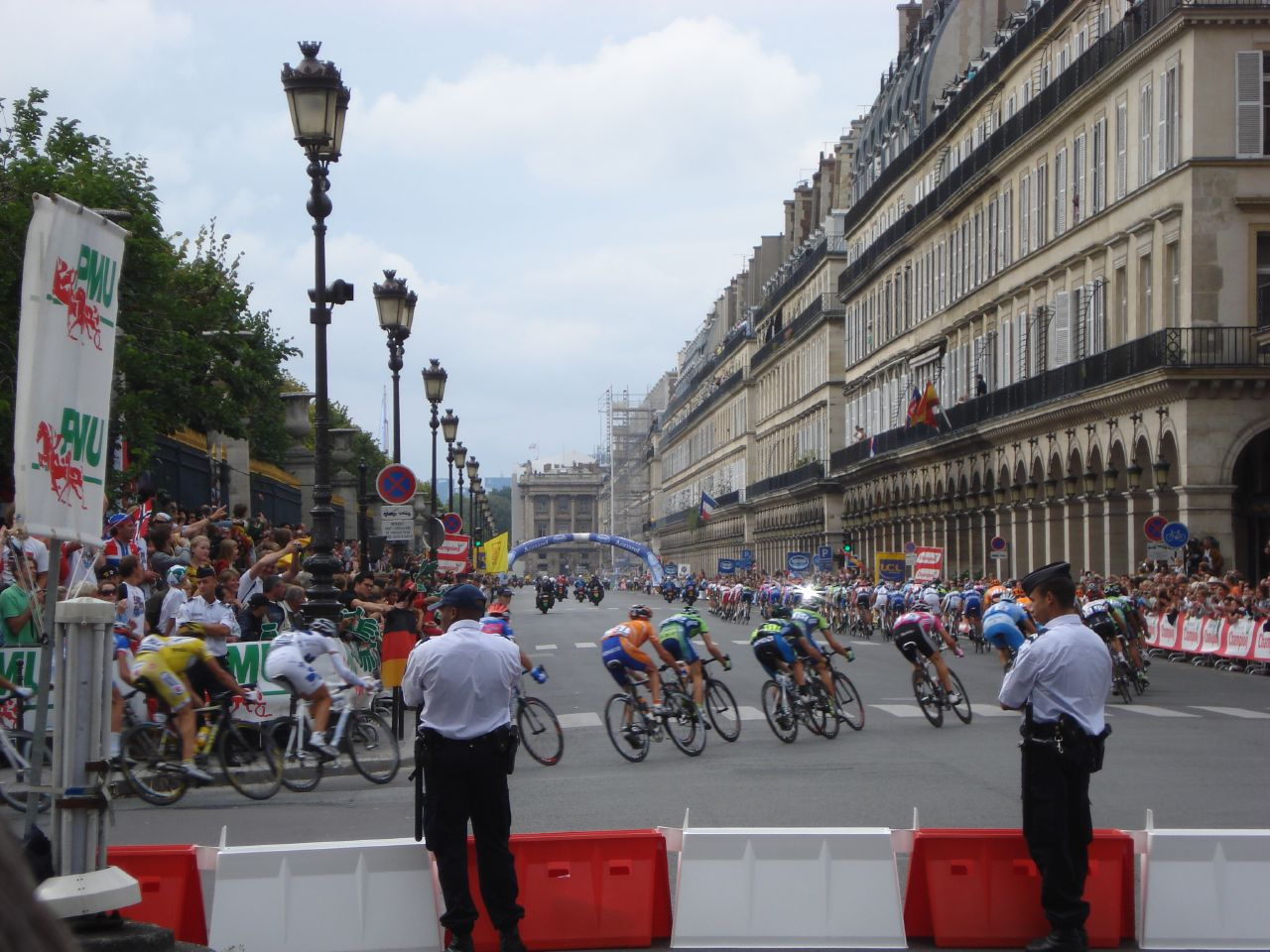
2007年のツール・ド・フランスでのシャンゼリゼ通り周回コース

※ワンデーレースについてはCategory:自転車競技大会を参照。
- パリ・シャンゼリゼ通り周回コース（ツール・ド・フランス）
- ミラノ周回コース（ジロ・デ・イタリア）
- ラルプ・デュエズ（ツール・ド・フランス）
- ガリビエ峠（ツール・ド・フランス）
- モン・ヴァントゥ（ツール・ド・フランス）
- 富士山登り個人タイムトライアル（ツアー・オブ・ジャパン）

### 踏切
長距離でのレースのため踏切を通るコースが設定され、さらに鉄道が通常通り運行されている場合もありうる。踏切で止められると当然レースに重大な影響を与えるが、状況によって様々な規定が存在する。

選手集団が複数存在し、30秒以上先行する集団が踏切で止まり、その時間のうちに後方にいた集団の選手が追いついてしまった場合、通行可能になった後も後方集団の選手は先行集団の選手が止まったのと同じ時間分止められる。

しかし、集団間のタイム差が30秒以上離れていない場合、先頭集団が踏切で止められている時間内に後方集団が追いつかなかった場合、先行集団が踏切で止められること無く後方集団のみが止まってしまった場合はそれぞれ単なる事故としてそのままレースは進行される。

### クリテリウム
周回（サーキット）コースで行われるレースのうちで、周回距離が短いコース（国際自転車競技連合の規定では800m以上10km以下）の場合を特にクリテリウムと呼ぶ。

一般的に街中の道路を封鎖して行われることが多い。このため、コースはほぼ平坦ではあるが直角コーナーが多くなるという特徴になる。また、この特徴によりゴールシーンは多人数による集団ゴールスプリントとなりやすい。

## モータースポーツ

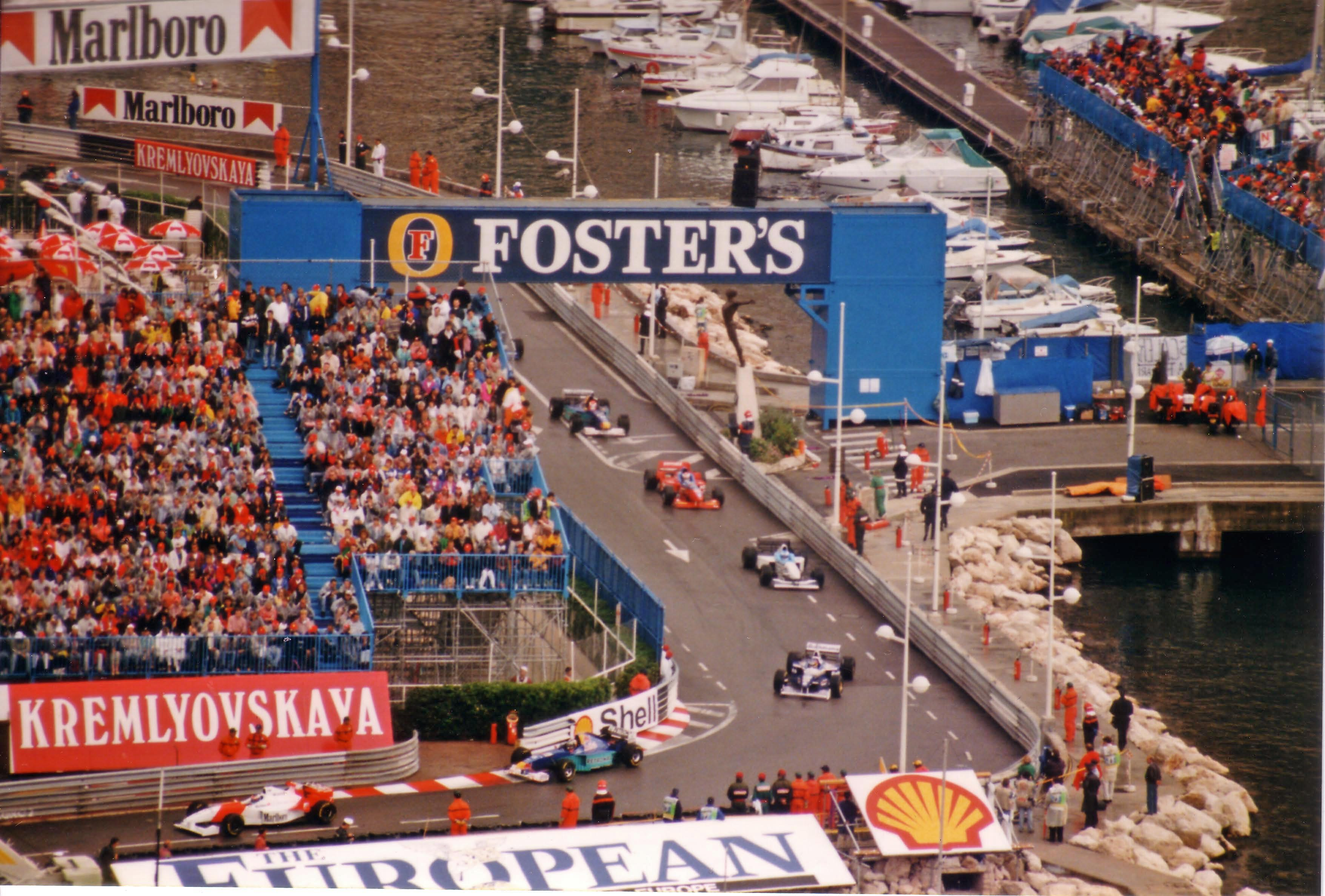
公道レース（モナコグランプリ）

モータースポーツにおいては閉鎖された常設の周回路（クローズド・サーキット）を使用したレースが主であるが、臨時的に閉鎖した公道を使う場合もある。
この場合、コースの周囲に広いスペース（エスケープゾーン）や安全フェンスやタイヤバリアを設けたり、緊急時の救助などのためコースサイドに監視員や救護員を常置したりする。またコースの要所には、走行不能になったマシンを速やかに場外に退避させるためのクレーンを設ける場合もある。また縁石はレース時のみ専用のものがコース内に設置されたり、縁石特有の赤白模様を路面に直接ペイントしたりすることで対処する。またレース時にはコース脇に仮設スタンドなどが作られ、観衆は主にスタンドなどコースからやや隔絶された箇所で観戦し、マラソンのようにコース脇の至近距離で直に観戦することは安全上の理由でまず行われない。
なお世界ラリー選手権（WRC）やダカール・ラリーに代表されるラリー/ラリーレイドでも公道が使用されるが、これらの多くは人里離れた未開の野山や広大な砂漠などがメインの舞台となることもあってか、一般に「公道レース」と呼ぶ場合はこれらのことは例外視され、含まれないことが多い。これらの競技では臨時に閉鎖したコースをタイムアタックするSS（スペシャルステージ）と、閉鎖されていない公道を一般車両に混じって次のSSまで移動するリエゾンの2つが組み合わされるが、マシンはリエゾンを走行するためにその国の公道車の法律を満たしているか、手続きの上で国から特別な許可を得る必要がある。

### 現状
F1では1980年代までは主にアメリカ合衆国を中心に多くの公道コースがシリーズに組み込まれていたが、上記のような安全性確保の問題などから、一時公道コースは減少する傾向にあった。しかし近年は技術の進歩により、公道コースでもコンピュータシミュレーションなどを駆使して常設サーキットと同等の安全性が確保できるようになったことなどから、主にチャンプカー・ワールド・シリーズなどが積極的に公道コースを使ったレースを開催している。
2014年から始まったフォーミュラEはプロモーションの都合上からほぼ全戦が市街地コースという珍しいレースであり、マシンの全幅はどの世代も同時代のF3マシンと比べて短く、狭い市街地コースでの追い抜きをしやすくなっている。
F1でも観客の利便性や盛り上がりを優先した結果、21世紀以降は公道コースを使ったレース数が増加する傾向にある。
2020年9月、日本初の公道コースによるレースとして、島根県江津市にて「A1市街地グランプリ」が開催された。但し、最高速度を60km/h程度に制限しての開催であった。日本では交通事故や住民の生活環境の悪化に厳しい目が向けられ、警察が公道レースの許可を出さないことから、公道コースでのレース実現は難しいとされていたが、2024年よりフォーミュラEの東京 E-Prixが東京ビッグサイト周辺の公道を使用してレースを開催している。

### 主なコース
自動車レース

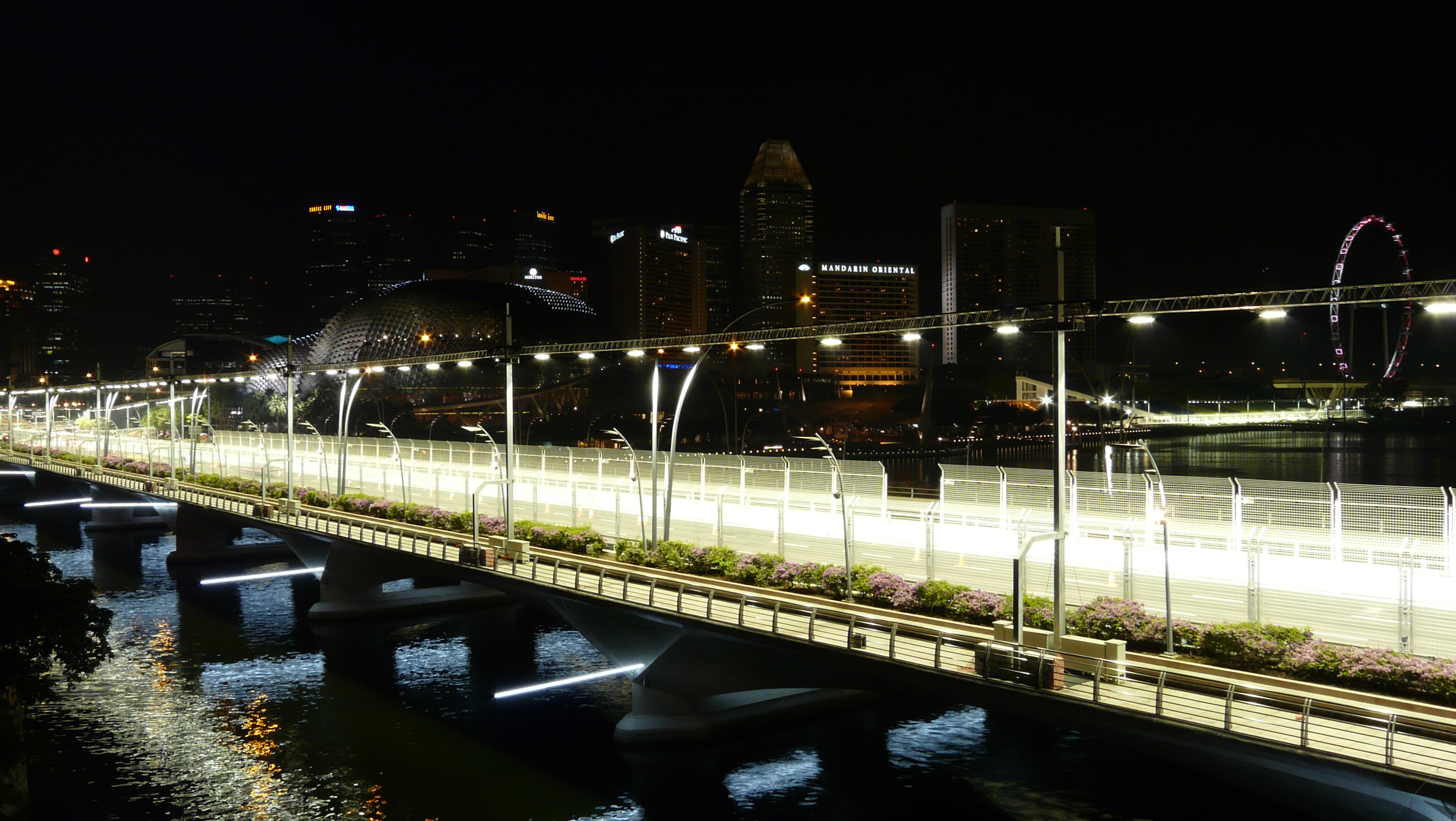
シンガポール市街地コース

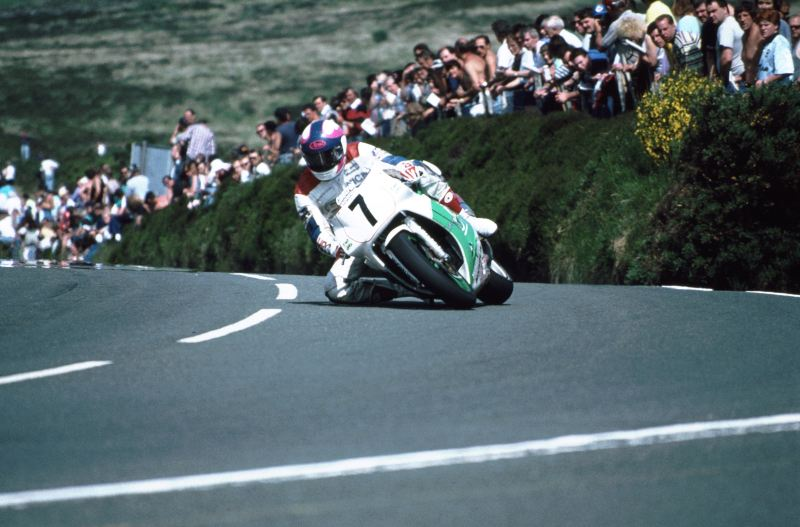
マン島TTレース

- アデレード市街地コース（ヴァージン・オーストラリア・スーパーカー・チャンピオンシップ(VASC)など。 1985年から1995年までF1オーストラリアグランプリが開催されていた。）
- アルバートパークサーキット（F1・オーストラリアグランプリ）
- モンテカルロ市街地コース（F1・モナコグランプリ、モナコF3）
- ロングビーチ市街地コース（F1・アメリカ西グランプリ、インディカー・シリーズ）
- フェニックス市街地コース（F1・アメリカグランプリ）
- デトロイト市街地コース（F1・アメリカグランプリ）
- セントピーターズバーグ市街地コース（インディカー・シリーズ）
- バレンシア市街地コース（F1・ヨーロッパグランプリ）
- シンガポール市街地コース（F1・シンガポールグランプリ）
- バクー市街地コース（F1・アゼルバイジャングランプリ）
- ラスベガス・ストリート・サーキット（F1・ラスベガスグランプリ）
- ギア・サーキット（F3・マカオグランプリ、世界ツーリングカー選手権）
- サルト・サーキット（ル・マン24時間）
- ポー市街地コース（ヨーロッパF3、過去にはF2、F3000、世界ツーリングカー選手権も開催）
- ノリスリンク（ドイツツーリングカー選手権）
- ヴィラ・レアル市街地コース（世界ツーリングカーカップ、過去にはF3も開催）
- ポルト・サーキット（世界ツーリングカー選手権、過去にはF1も開催）
- サーファーズ・パラダイス市街地コース（V8スーパーカー、1991年から2008年までインディカー・シリーズが開催されていた）
- マウント・パノラマ・サーキット（インターコンチネンタルGTチャレンジ）
- 東京ストリートサーキット（フォーミュラE・東京 E-Prix）

モーターサイクルレース
- スネーフェル・マウンテン・コース（マン島TT）
- ギア・サーキット（スーパーバイク・マカオグランプリ）

かつて公道を含んでいたコース
- スパフランコルシャン・サーキット（F1・ベルギーグランプリ）
- TTサーキット・アッセン（ダッチTT）
- AVUS

## 利点・問題点
本来、一般交通を目的としている公道を競走路とすることには下記のような問題点がある。
交通の遮断
これは程度の差こそあれすべての競技に対して言えることである。レース開催期間中はもちろんのこと、競技によってはレースの前後各1週間程度はコース内の交通規制が行われる上に陸上競技、自転車競技では歩道などでの観戦者も多く、当該道路利用者やコース隣接居住者または隣接施設利用者にとっては不便が発生する。周回路として閉鎖される場合には競技中コース内外の連絡交通はほぼ不可能となる。
危険な道路設備
自転車競技では、常設された道路鋲が走行の障害となる。中でも大型のチャッターバーに乗り上げれば単独転倒のみならず集団落車を発生させるほど危険である。
特にモータースポーツにおいて公道コースは、常設されるサーキット等と比べた場合、下記のような問題点も存在する。
安全設備
公道コースではフェンス等が仮設のものにならざるを得ないほか、エスケープゾーン等を設ける場所が物理的に確保できないこともある。そのためクラッシュ時等の安全性の確保が常設サーキットに比べ難しいとされる。
グリップ不足
常設サーキットではタイヤのグリップを上げるためにわざと目の粗い舗装を行っている場合が多いのに対し、公道コースでは通常の道路同様の舗装であるため、常設サーキットに比べタイヤと路面の間の摩擦係数が低下してしまう。このため通常のサーキット用と比較してさらに柔らかいタイヤを必要とする場合が多い。また道路上に引かれている白線や道路上のマンホール等がマシンの挙動に影響をもたらすこともある。
また公道コースではピット・パドックなどの付帯設備や観客席の確保といった問題も発生するが、モンテカルロ市街地コース等のようにこれらの付帯設備のみを常設とするケースや、そもそも常設のサーキットと公道を組み合わせたコース設定を行い、付帯設備は常設のサーキットのものを使用する（サルト・サーキットがブガッティ・サーキットの設備を利用している例など）といったパターンが多い。
しかし一方では下記のような利点もある。
本来の姿
公道を使用したレースは競走種目の古典的な形態であり、陸上競技、自転車競技はもとより、陸上モータースポーツもその発祥はロードレースでによる。その為、道路使用許可が取得し難い関係から開催が希少な公道レースは、参加者に「本物のロードレースに出ている」という大きな満足感を与える。
観客の利便性
常設サーキットの多くは用地確保や騒音問題等の兼ね合いから比較的田舎に立地することが多く、周辺道路等の交通インフラの問題から大きなレースの際は渋滞などが発生することが珍しくないが、公道コースは交通の便の良い街の中心部に設けられることが多いため、観客の利便性が向上する。また同様の理由から観客動員の増加なども見込める。